# Soós Gábor (politikus)
Soós Gábor (Orosháza, 1922. július 30. – Budapest, 1993. augusztus 8.) magyar agrármérnök, gazdaságpolitikus, címzetes egyetemi tanár, miniszterhelyettes, államtitkár.

## Élete
Munkáscsaládban született, kilencedik gyermekként, apja kőműves volt. Négy polgári iskolai osztályt végzett, majd 1940-ben Orosházán mezőgazdasági középiskolában érettségizett. 1944-ben a József Nádor Műszaki és Gazdaságtudományi Egyetemen mezőgazdasági mérnöki oklevelet szerzett, 1946-tól agrártudományi doktor volt. 1943 októberétől az egyetem Mezőgazdaság-politikai Intézetében tudományos munkatárs volt. 
A Földművelésügyi Minisztériumban (FM) dolgozott 1946 áprilisa és 1948 között, mint a földművelésügyi miniszter államtitkárának titkára, majd az Állami Gazdaságok Főigazgatóságának első embere lett, 1949 (más adat szerint 1948 júliusa) és 1953 között. Ezután a Gépállomások Igazgatóságának helyettes vezetői pozícióját töltötte be, 1953-tól 1956-ig. 1956–1957 között földművelésügyi miniszterhelyettes volt, majd az FM osztályvezetője lett, 1957 és 1964 között. 1967-ben, a Mezőgazdasági és Élelmezésügyi Minisztérium (MÉM) létrehozásakor ismét miniszterhelyettessé, később (1975-ben, más adat szerint 1973-ban) államtitkárrá nevezték ki, e posztját 1982 júniusi nyugdíjazásáig töltötte be.
A MÉM-ben a miniszterhelyettesi kinevezése idején felügyelete alá tartozott az Igazgatási és Jogi Főosztály, a Növényvédelmi Főosztály, az Országos Földhivatal, az Állategészségügyi Főosztály, valamint a Termelésfelügyeleti Önálló Osztály. Államtitkárként – a minisztérium szervezeti felépítésének többszöri átszervezése után – a felügyelete alá tartozott az Igazgatási és Jogügyi Főosztály (illetve a főosztály által irányított iratnyilvántartás és titkos ügykezelés), a Szövetkezeti Főosztály, az Erdőrendezési Főosztály, a Vadászati és Halászati Főosztály és az Országos Földügyi és Térképészeti Hivatal.
1945. áprilisában lépett be a Magyar Kommunista Pártba, később MDP-, majd MSZMP-tag volt.

### Kutatható iratanyaga
Miniszterhelyettesi működési időszakából 8,52 iratfolyóméternyi (71 doboznyi), maradandó értékűnek minősített iratanyaga került az Országos Levéltár, mai nevén Magyar Nemzeti Levéltár Országos Levéltára őrizetébe, ahol az a XIX-K-9-bh törzsszámon kutatható.

## Főbb társadalmi megbízatásai
- A Műszaki és Természettudományi Egyesületek Szövetsége (MTESZ) alelnöke
- A Mezőgazdasági és Erdészeti Dolgozók Országos Szakszervezete (MEDOSZ) alelnöke
- A Tudományos Ismeretterjesztő Társulat (TIT) elnökhelyettese (1971–1989)
- A Magyar Agrártudományi Egyesület elnöke (1980–1989), tiszteletbeli elnöke haláláig
- Az Élet és Tudomány folyóirat szerkesztőbizottságának elnöke.

## Magánélete
Felesége Fodor Mária volt; házasságukból egy gyermeke született, Soós Ágnes (1948. május 2.–2023. október 29.).